# 101-ша окрема бригада охорони ГШ (Україна)
101-ша окрема бригада охорони Генерального Штабу імені генерал-полковника Геннадія Воробйова (101 ОБрО ГШ) — елітне з'єднання у складі Збройних Сил України, яке підпорядковується безпосередньо Головнокомандувачу та Генеральному штабу Збройних сил України. Таким чином, 101-ша бригада є єдиною бригадою у складі ЗСУ, що не належить до жодного з видів збройних сил (СВ, ПС або ВМС).

## Історія
Окрема бригада  Генерального штабу збройних сил України створена 10 березня 1992 року на основі 368-го окремого батальйону охорони і обслуговування Київського військового округу на виконання вимог директиви начальника Генерального штабу Збройних Сил України № 115/1/031. Раніше на цій території знаходилось Київське вище загальновійськове командне училище. На момент створення до складу бригади входили: батальйон охорони, почесна варта Міністерства оборони України, показовий оркестр, батальйон пунктів управління, 30 автомобільна база забезпечення і підрозділи забезпечення.
У червні 1994 року вона була перейменована на 101-шу окрему бригаду охорони та обслуговування Міністерства оборони України. Організаційно штатна структура бригади 7 червня 1995 року була збільшена до двох батальйонів охорони, а від 11 серпня був сформований 3-й батальйон охорони.
В листопаді 1995 року окрема бригада охорони та обслуговування Головного штабу Збройних Сил України була перейменована на 101-шу окрему бригаду охорони Міністерства оборони України.
Військовослужбовці бригади брали участь у проведенні командно-штабних навчань «Форпост-2002», «Схід-Захід», «Реакція-2005», «Артерія-2007», «Чисте небо», «Рішуча дія-2008», «Взаємодія-2010», «Адекватне реагування-2011». Під час виконання бойових завдань із забезпечення командно штабних навчань військовослужбовці виявляли рішучість й ініціативність, а їх дії були високо оцінені керівництвом Генерального штабу збройних сил України. Так, під час загальнодержавних командно-штабних навчань «Взаємодія-2010» охорону й оборону об'єднаного командного пункту Генштабу здійснював батальйон бригади на чолі з заступником командира підполковником Павлом Півоваренком. А в рамках підготовки до науково-дослідних навчань «Адекватне реагування-2011» військовослужбовці 12 взводів бригади на Гончарівському полігоні здійснили вправи зі стрільби зі стрілецької зброї, кидків гранат, керування БТР і ведення вогню з них.
3 липня 2012 року частина підпорядкована Військовій службі правопорядку Збройних Сил України та отримала назву 101-ша окрема бригада Військової служби правопорядку.[джерело?]
В вересні 2013 року частину знову перейменували на 101-шу окрему бригаду охорони Генерального штабу Збройних Сил України.[джерело?]

### Російсько-українська війна
Перші підрозділи 101-ї бригади увійшли до зони Антитерористичної операції 3 серпня 2014 року, а вже 15 серпня захищали жителів м. Дебальцеве Донецької області від бойовиків. Тоді військовослужбовці бригади охорони Генштабу пережили перші у своєму житті обстріли, збили перший ворожий безпілотник.
Станом на 3 лютого 2015 року, військовослужбовці бригади супроводили понад 300 конвоїв на передову і здійснили більше 10 бойових розвідувальних виходів. Виконуючи бойові завдання, військовослужбовці полонили бойовиків, знищували ворожу техніку і живу силу, конфіскували зброю. За словами бійців бригади, кожен другий конвой, який вони супроводжували, потрапляв під обстріл з мінометів і БМ-21 «Град». Конвої доставляли передовим частинам боєприпаси, медикаменти, продовольство, а назад забирали поранених.
16 лютого 2015 року під час розвідки обстановки неподалік Дебальцевого, розвідгрупа поверталася з населеного пункту Центральне, і в районі Комісарівки її конвой потрапив у засідку. Загін терористів чисельністю у 150 осіб, маючи тактичну перевагу, відкрив вогонь із «зеленки», звідки добре проглядалася і прострілювалася дорога. Шість військовослужбовців отримали поранення. По тривозі була піднята резервна група, яку очолили полковник Донов з майором Чернецьким. За підтримки 4 БМП-1, 3 БТР-4 Національної гвардії і 2 БТР 25-го батальйону територіальної оборони вирушили до місця обстрілу. З підходом резерву вдалося врятувати з-під вогню поранених товаришів. У підсумку — четверо військовослужбовців загинули, близько дванадцяти отримали поранення. З протилежного боку — понад десять загиблих, троє поранених, взятих у полон і переданих до відповідного відомства. Знищено 2 броньованих вантажівки ЗІЛ і КАМАЗ.
16 лютого БТР-80 бригади був підбитий неподалік Дебальцівського вокзалу, зупинившись на залізничних коліях. Бойовики 19 лютого виклали відео, на якому демонстрували документи загиблого військового кореспондента Дмитра Лабуткіна.
3 грудня 2017 року частину перепідпорядкували від Генерального штабу Збройних Сил України до Об'єднаного оперативного штабу Збройних Сил України.[джерело?]
23 серпня 2021 року президент присвоїв бригаді ім'я генерал-полковника Генадія Воробйова.

### Російське вторгнення в Україну (2022)
У лютому 2022 року підрозділи бригади брали участь у обороні Києва та його околиць від російського вторгнення.
26 лютого 2022 року 8 бійців бригади були прийняті за ворожих диверсантів і загинули внаслідок дружнього вогню від невідомого підрозділу ЗСУ на проспекті Перемоги у Києві біля станції метро «Берестейська».
Після перемоги в битві за столицю бригада також була задіяна у боях на сході України.[джерело?]
У жовтні-листопаді 4-ий батальйон 101-ої окремої бригади охорони брав участь в боях за Торецьк 

## Структура
- 1-й батальйон охорони
- 2-й батальйон охорони[9]
- 3-й батальйон охорони[9]
- 4-й батальйон охорони[10]
- Елітний підрозділ «Група охорони спеціальної зони Генерального штабу Міністерства оборони України».
- Окрема рота охорони та обслуговування Департаменту військової контррозвідки СБУ
- Розвідувальна рота[11]
- Зенітний ракетно-артилерійський дивізіон[12]

## Оснащення
- БТР-70, БТР-80, БРДМ-2, Варта, КБА-48М, ЗУ-23-2, Богдан, ГАЗ-66

## Командування
- (1992—1996) полковник Ємцев Віктор Анатолійович
- (1996) полковник Заводський Віктор Андрійович
- (1996—1997) полковник Єзерницький Леонід Йосипович
- (1997—1999) полковник Ковалик Ігор Дмитрович
- (1999—2004) полковник Дублян Олександр Володимирович
- (2004—2007) полковник Таран Олексій Валерійович
- (2007—2010) полковник Гайтанжи Олексій Борисович[13]
- (2010—2012) полковник Якимець Петро Олегович[14]
- (2012—2018) полковник Швець Микола Миколайович[15][неякісне джерело]
- (2018—2021) полковник Донов Олексій Володимирович[16][17]
- (2021) полковник Вдовиченко Олександр Петрович
- (з 2021) полковник Войтенко Іван Іванович
- (з 2022) полковник Чернецький Сергій Анатолійович

## Побут
Щоб потрапити до 101-ї бригади, необхідно мати відмінне здоров'я, ріст не менше 175 см.,  . Призовники не повинні мати дефектів обличчя, шиї, кистей рук, татуювання на відкритих ділянках тіла. Представники бригади особисто відбирають усіх кандидатів для проходження служби. 

## Традиції

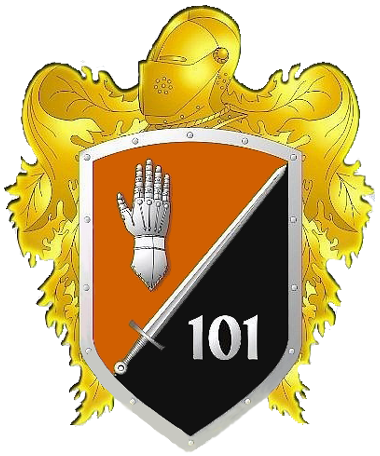
Пам'ятний нагрудний знак 101 бригади охорони

24 серпня 2014 року 101 ОБрО вручено бойовий прапор.
В березні 2015 Патріархом Київським і всієї Руси—України Філаретом бригаду було нагороджено орденом святого Юрія Переможця.
23 серпня 2021 року, відповідно до Указу Президента України № 412/2021, з метою відновлення історичних традицій національного війська щодо назв військових частин, зважаючи на зразкове виконання покладених завдань, високі показники в бойовій підготовці, з нагоди 30-ї річниці незалежності України, 101 окремій бригаді охорони Генерального штабу Збройних Сил України присвоєно ім'я генерал-полковника Генадія Воробйова.

## Втрати

### 2014
1. Кучеренко Владислав Ігорович — 28 вересня 2014, Артемівськ (Бахмут)
2. Ошека Максим Петрович — 16 жовтня 2014, Артемівськ (Бахмут)

### 2015
1. Голик Анатолій Михайлович — 27 січня 2015, Дебальцеве
2. Добрань Андрій Дмитрович — 7 лютого 2015, Дебальцеве
3. Законов Василь Ігорович — 7 лютого 2015, Дебальцеве
4. Клочан Олександр Вікторович — 7 лютого 2015, Дебальцеве
5. Недоводієв Микита Олександрович — 9 лютого 2015, Логвінове
6. Федорченко Вадим Олександрович — 9 лютого 2015, Логвінове
7. Барвін Дмитро Володимирович — 16 лютого 2015, Дебальцеве
8. Іваничко Михайло Йосипович — 16 лютого 2015, Дебальцеве
9. Тимошенко Роман Васильович — 16 лютого 2015, Дебальцеве
10. Коваль Олег Володимирович — 17 лютого 2015, Дебальцеве

### 2016
1. Брощак Ігор Казимирович — 19 червня 2016, Часів Яр[19]
2. Шамшур Андрій Миколайович — 19 червня 2016, Часів Яр[20]

### 2019
1. Никоненко Ярослава Сергіївна — 15 жовтня 2019, Мар'їнка

### 2022
1. Чумаченко Роман Сергійович — 26 лютого 2022, Київ[7].
2. Сирота Юрій Юрійович — 26 лютого 2022, Київ[7].
3. Стібиш Артур Віталійович — 26 лютого 2022, Київ
4. Радиневич Сергій Сергійович — 26 лютого 2022, Київ
5. Талько Валентин Русланович - 23 вересня 2022,Дружба
6. Романенко Геннадій Миколайович — 4       грудня 2022, Дружба[21]

### 2023
1. Вовк Вадим Сергійович — 9 січня 2023, Дружба[22].
2. Кшивецький Роман Сергійович — (24 квітня2002, с. Вербляни — 9 січня 2023, поблизу м. Дружківка, Краматорський район, Донецька область) — український військовик, учасник російсько-української війни. Стрілець-снайпер. Нагороджений орденом «За мужність» III ступеня (посмертно)
3. Осипков Євген Вікторович; 3 серпня 2023
4. Остащук Василь Васильович, старший сержант. 26 квітня 2023 року на Донеччині[23].

### 2024
1. Ткаченко Максим Васильович («Снайпер») — 15 січня 2024, селище Нью-Йорк Донецької області [24].
2. Андрій Лисенко - 29 травня 2024 під час виконання бойового завдання поблизу населеного пункту Часів Яр Бахмутського району Донецької області[25].
3. Іщенко Сергій Володимирович («Єнот»)— 30 травня 2024, п.н. Нью-Йорк. Присвоєно орден «За мужність» III ступеня (посмертно)
4. Дзямко Сергій Васильович — 18 червня 2024 [26]
5. Лопатко Стефан — 20 червня 2024
6. Маслянко Олексій («Абдула») — 45 років, с. Закупне. Загинув 21 серпня 2024 на Харківському напрямку [27]
7. Авраменко Дмитро Іванович 30 вересня 2024 донецький напрямок[28]
8. Носик Віталій Олександрович,був зниклий безвісти з 03.11.2024 по 14.06.2025,знайдений за даними результатів ДНК, загинув 03.11.2024 року поблизу н.п Богоявленка Донецької області